# نادي سي إس إم بوخارست لكرة اليد
نادي سي إس إم بوخارست لكرة اليد هو نادي كرة يد في رومانيا تأسس في سنة 2007. يلعب في الدوري الروماني لكرة اليد. تبلغ سعة ملعبه 5300 متفرجا.